# Grotta di Achbinico

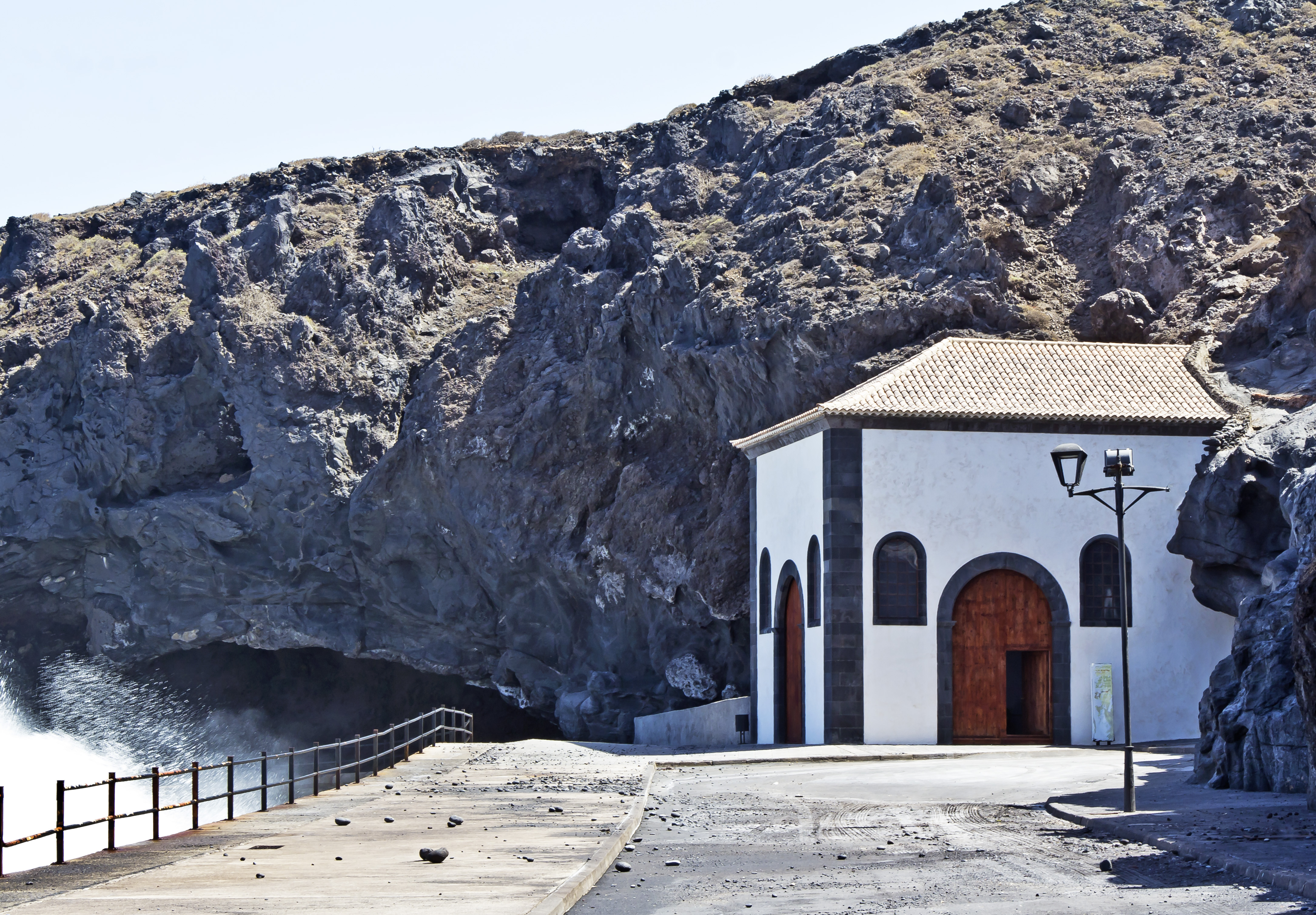
Eremo che copre la grotta.

La grotta Achbinico, chiamata anche cueva di San Biagio, è un luogo di pellegrinaggio cattolico situato a Candelaria, località di Tenerife nelle Isole Canarie. I Guanci collocarono lì l'immagine originale della Vergine della Candelaria (patrona delle Isole Canarie). Oltre alla sua importanza religiosa, la grotta ha anche una grande importanza archeologica.

## Descrizione
Si tratta di una lunga e profonda caverna situata sulla riva, dietro la Basilica di Nostra Signora della Candelaria. Il tetto è a cupola. Misura 14 metri di lunghezza per 6 metri di larghezza e 5 metri di altezza. Questa grotta è visitata dai pellegrini. All'interno si trova una replica in bronzo della Vergine della Candelaria e un'immagine di San Biagio.
Gli scavi archeologici hanno dimostrato che la grotta era un luogo di culto molto prima che i Guanci vi collocassero l'immagine della Vergine.